# 石井研士
石井 研士（いしい けんじ、1954年8月13日 - ）は、日本の宗教学者。学位は、博士（宗教学）（國學院大学・乙博士・1999年）。前國學院大學神道文化学部教授。

## 来歴
東京都出身。東京都立小石川高等学校を経て、東京大学大学院人文科学研究科宗教学宗教史学博士課程単位取得。東京大学文学部助手、文化庁宗務課専門職員を経て、國學院大學神道文化学部教授。2025年退任。

## 著作一覧

### 博士論文
- 『戦後の社会変動と神社神道』 大明堂 1998年

### 著書
- 『銀座の神々―都市に溶け込む宗教』　新曜社 1994年
- 『都市の年中行事─変容する日本人の心性』 春秋社 1994年
- 『データブック　現代日本人の宗教』　新曜社　1997年
- 『手にとるように宗教がわかる本』　かんき出版　2002年
- 『日本人の一年と一生　変わりゆく日本人の心性』　春秋社　2005年
- 『結婚式　幸せを創る儀式』　日本放送出版協会　2005年
- 『テレビと宗教　オウム以後を問い直す』 中央公論新社 2008年
- 『プレステップ宗教学』 弘文堂 2010年

### 編書
- 『消費される<宗教>』 春秋社 1996年
- 『バラエティ化する宗教』 青弓社 2010年
- 『神道はどこへいくか』 ぺりかん社　2010年
- 『プレステップ神道学』 弘文堂　2011年

### 訳書
- カーレル・ドベラーレ著『宗教のダイナミックス－世俗化の宗教社会学』ヨルダン社　1992年

### 論文
- CiNii>石井研士

## 受賞歴
- 日本宗教学会賞 1994年 （『銀座の神々―都市に溶け込む宗教』）
- 神道宗教学会賞 1999年 （『社会変動と神社神道』）

## 関連人物
- 柳川啓一（宗教学者　恩師）
- 阿部美哉（宗教学者・元國學院大學長）
- 宮家準（宗教学者）
- 井上順孝(宗教学者・國學院大學神道文化学部名誉教授）